# 綜合主義

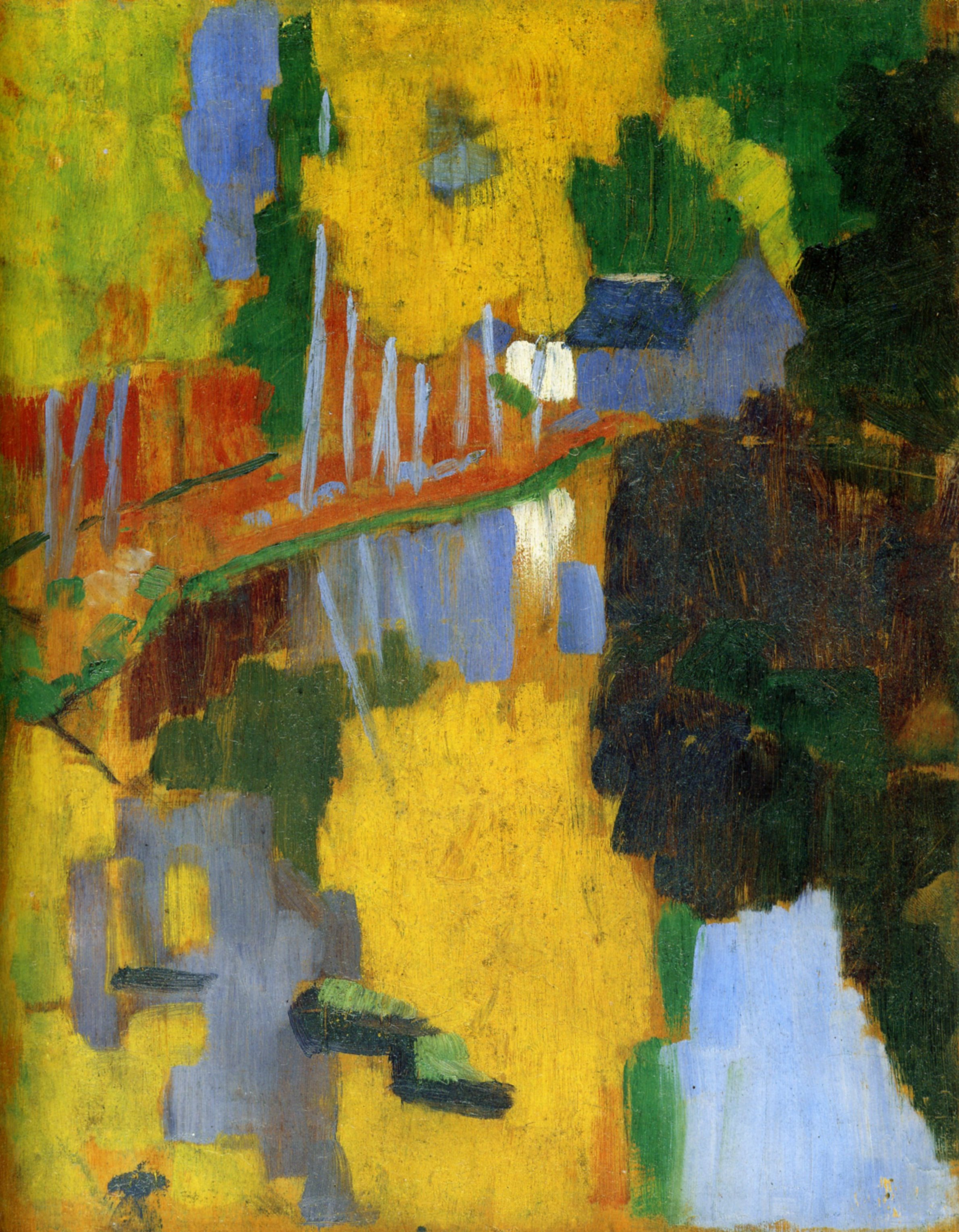
The Talisman, 保罗·塞律西埃的綜合主義作品之一，為綜合主義代表作

綜合主義（Synthetism），類似象徵主義的19世紀後印象派美術主義。

## 概述

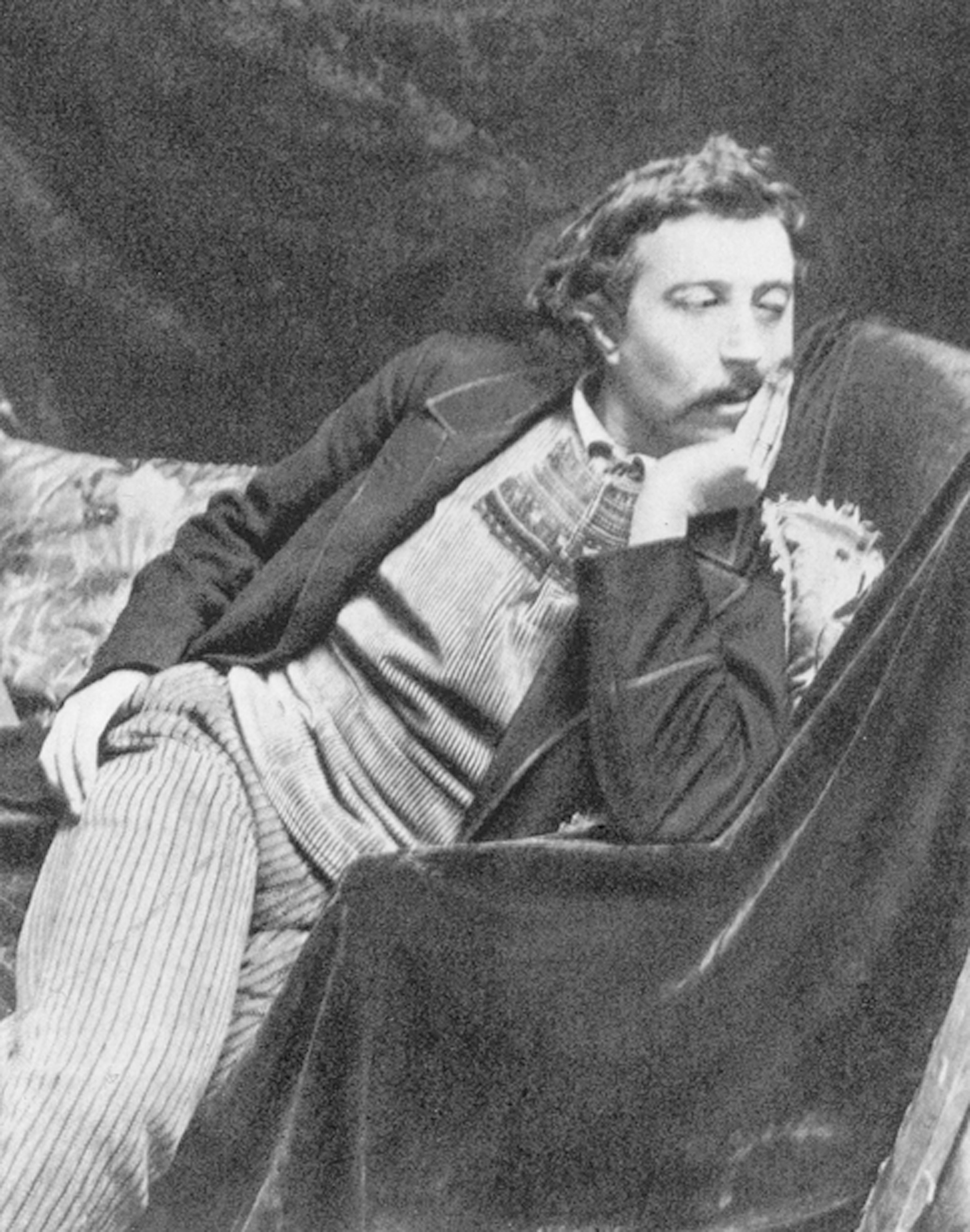
保羅·高更

綜合主義原本是一文學主義，其延伸至美術是因1889年，畫家高更自號為「綜合派畫家」，綜合主義才正式於美術風行。綜合主義發展初期，與分隔主義有很大關聯。後來才逐漸變得與象徵主義有關。綜合主義多使用特有的「隔色畫法」，並且旨在表達觀念、不同氣氛和起伏情感，為自然主義的對立主義。畫家繪畫技巧多為综合不同印象和依組合其大腦中的记憶。因隔色畫法的關係，色彩多為明亮並以黑線隔開不同顏色，目的是完成抽象且綜合的作品。

## 綜合主義畫家的特色
- 綜合主義畫家意在結合下列三項特色：
  - 自然題裁的外在樣貌
  - 畫家對主題的感覺
  - 對顏色、線條、形態純粹的美學考量
- 多使用隔色畫法，利用黑線分隔顏色
- 與印象主義有些類同
- 重視印象、綜合和感覺

## 代表美術家

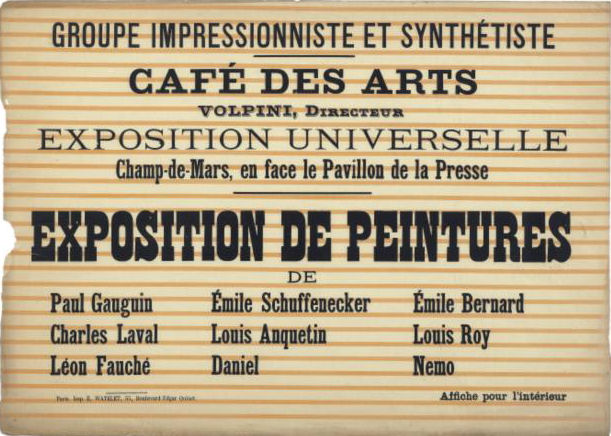
綜合主義推廣海報

活躍於19世紀80至90年代
- 保羅·高更
- 保羅·塞律西埃

## 畫廊

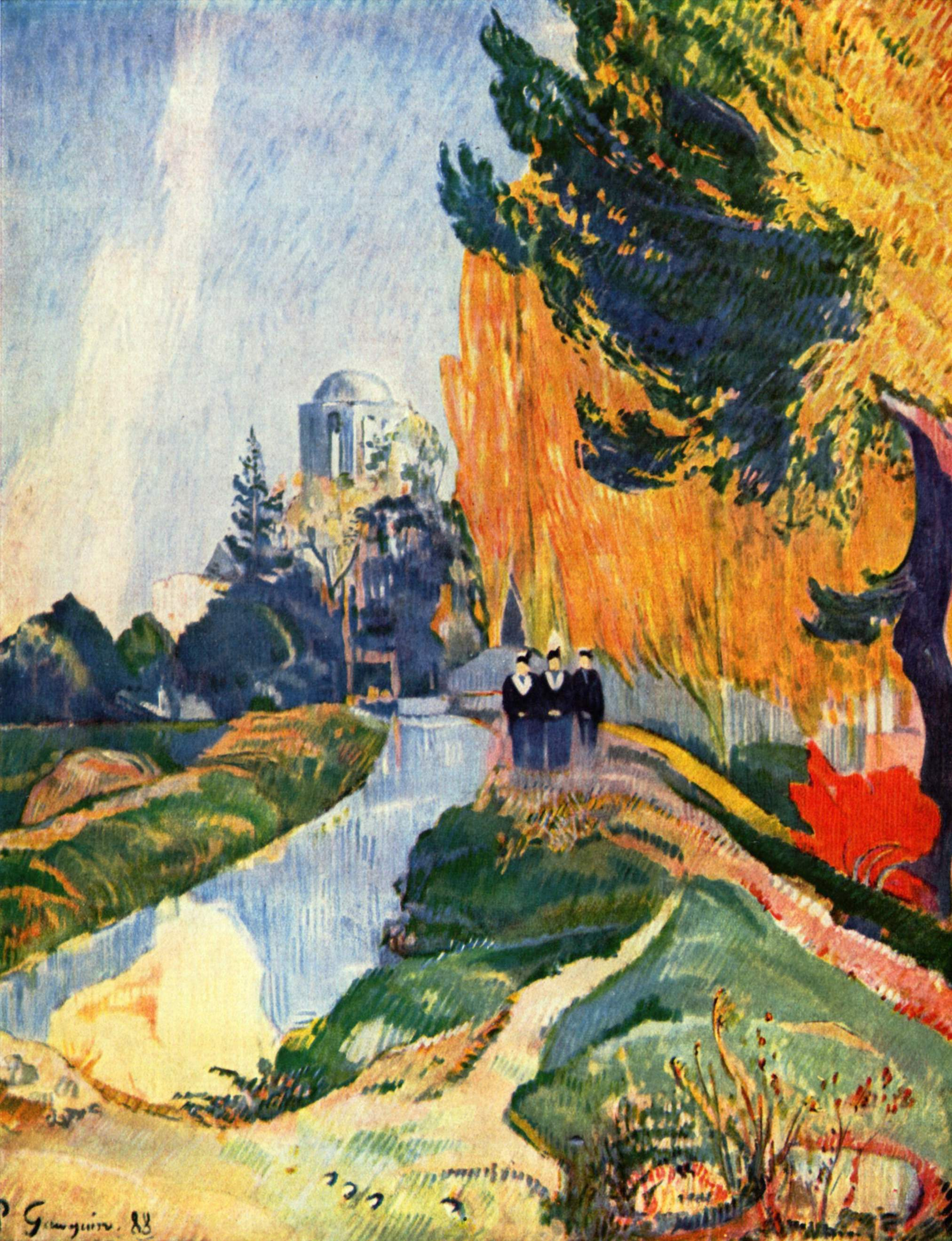
保羅·高更Les Alyscamps (1888)巴黎 奧賽博物館
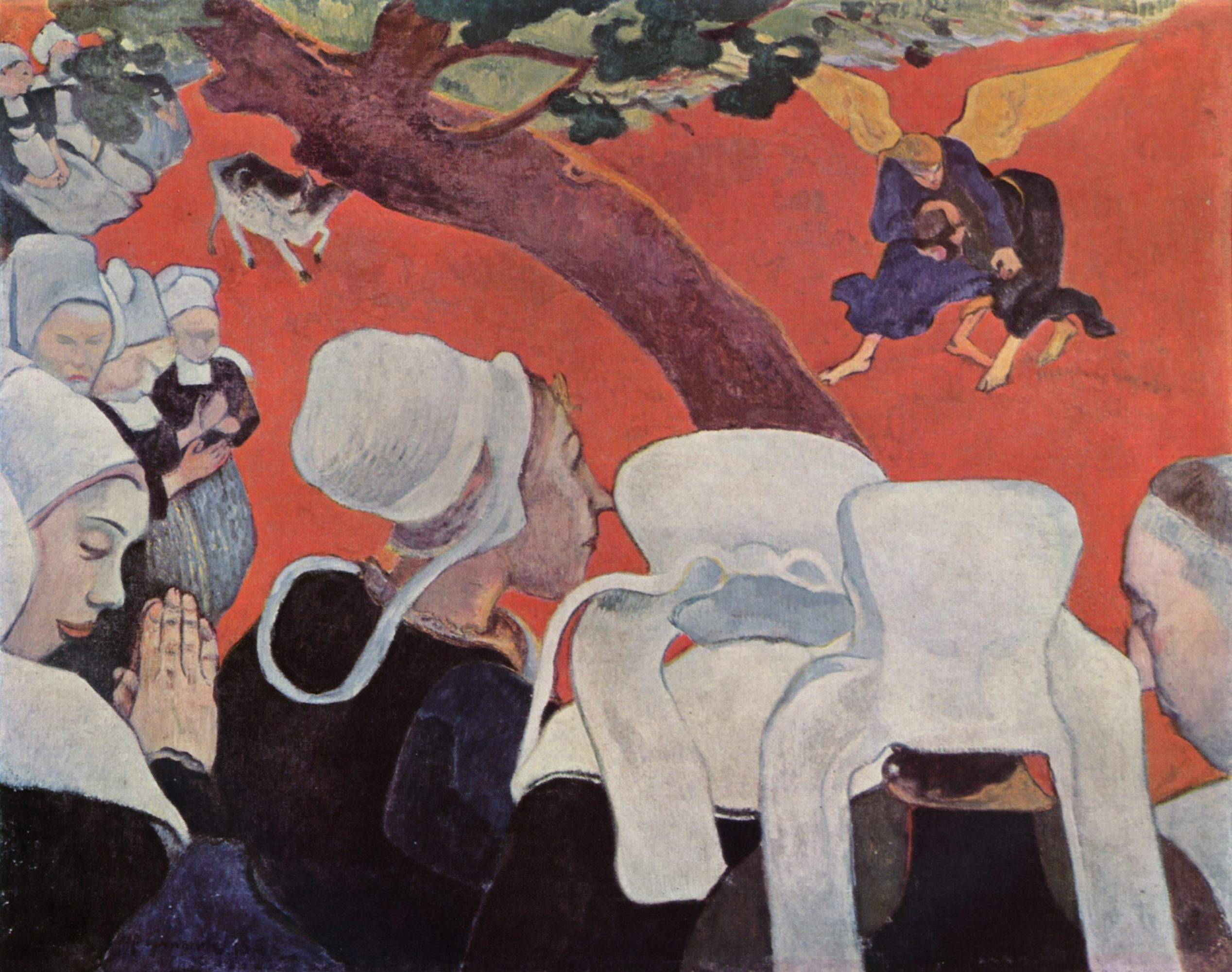
保羅·高更, Vision after the Sermon, 1888.
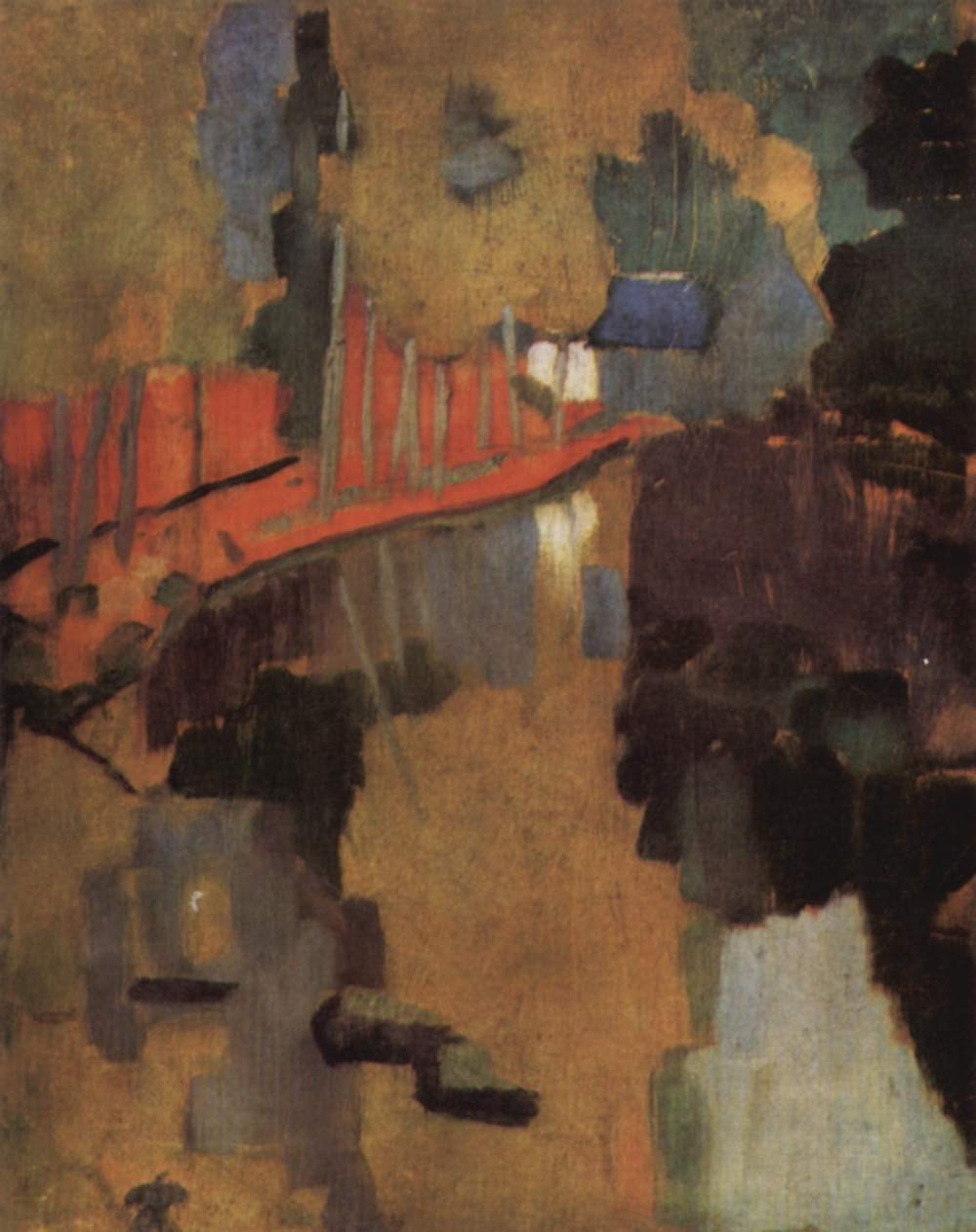
保羅·塞律西埃, The Talisman (with the forest landscape of love in Pont-Aven) 1888
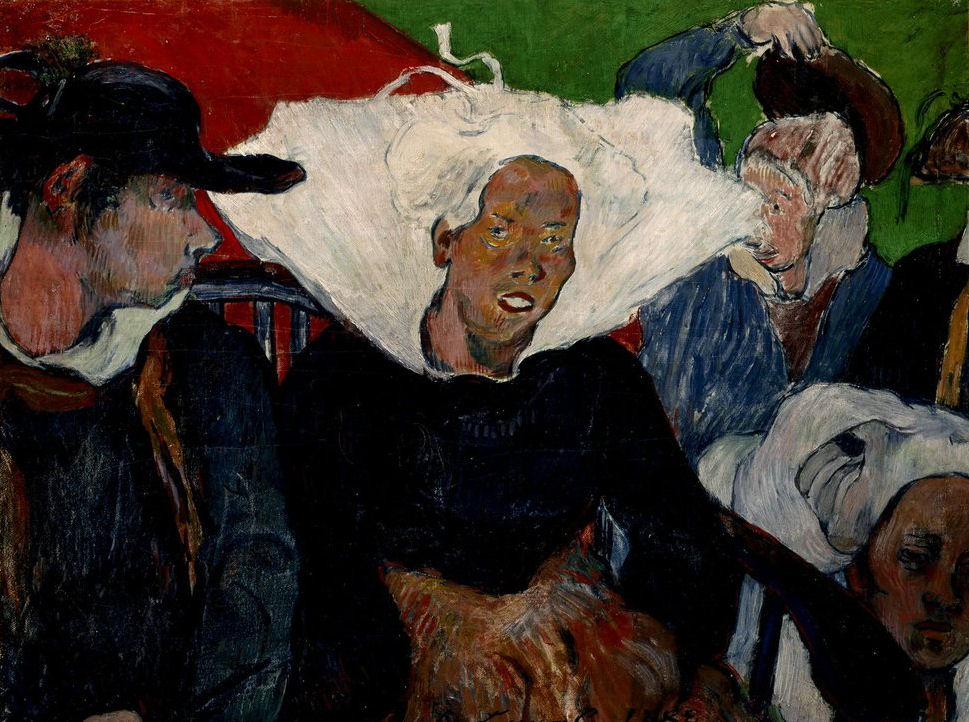
查爾斯·拉瓦爾, Going to Market, Brittany, 1888, Indianapolis Museum of Art
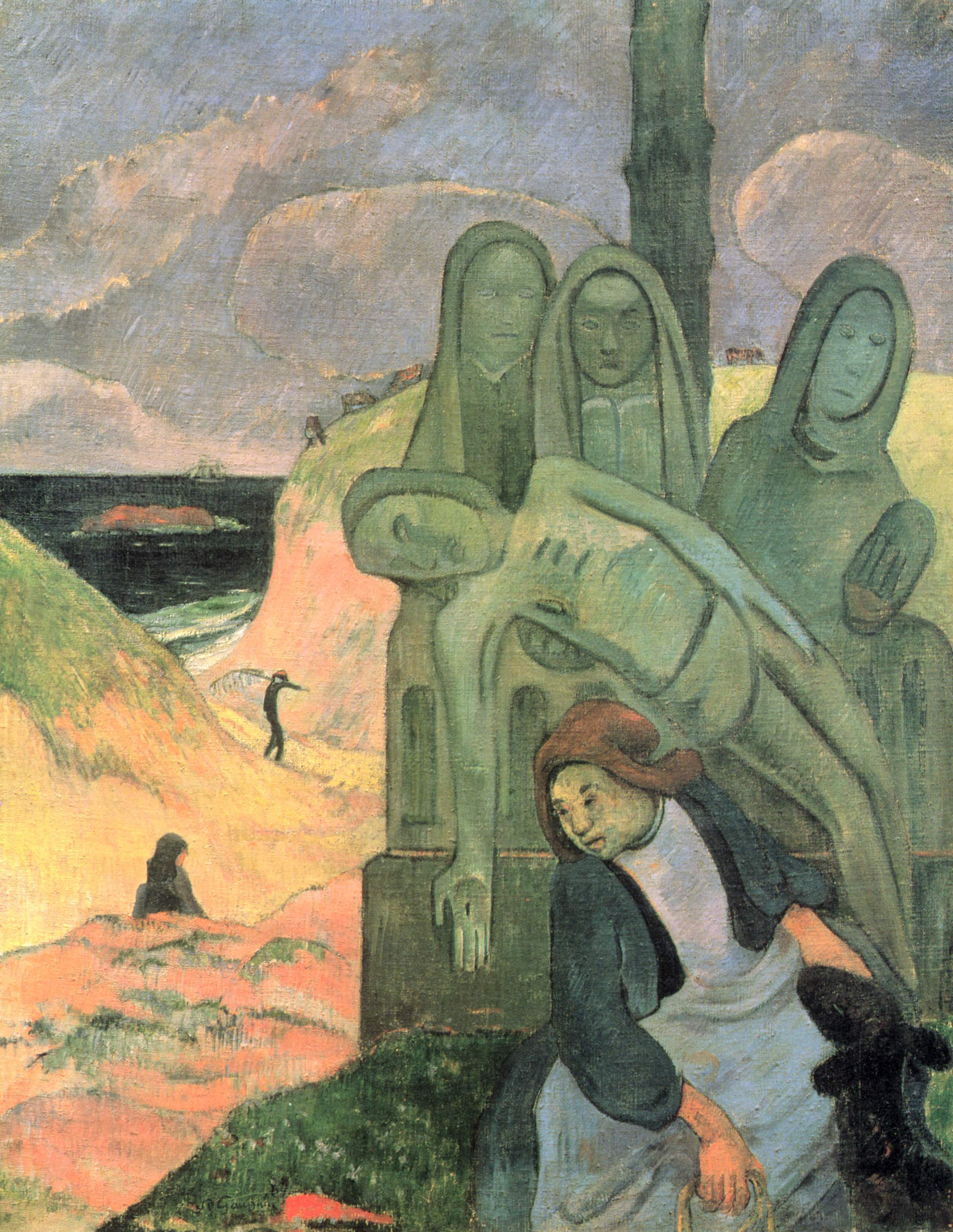
保羅·高更, The Green Christ, 1889
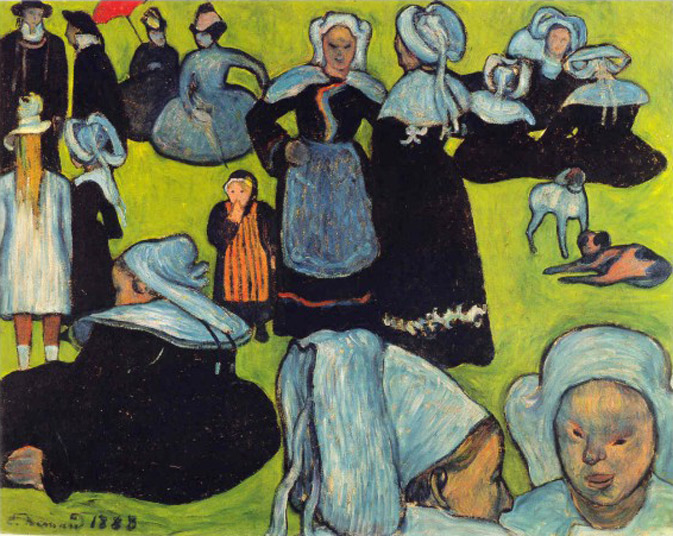
埃米爾·貝納, Breton Women in the Meadow,  August 1888. Bernard exchanged this one with Gauguin who brought it to Arles in autumn 1888 when he joined Van Gogh, who was totally fond of this style. Van Gogh painted a copy in watercolor to inform his brother Theo about it.
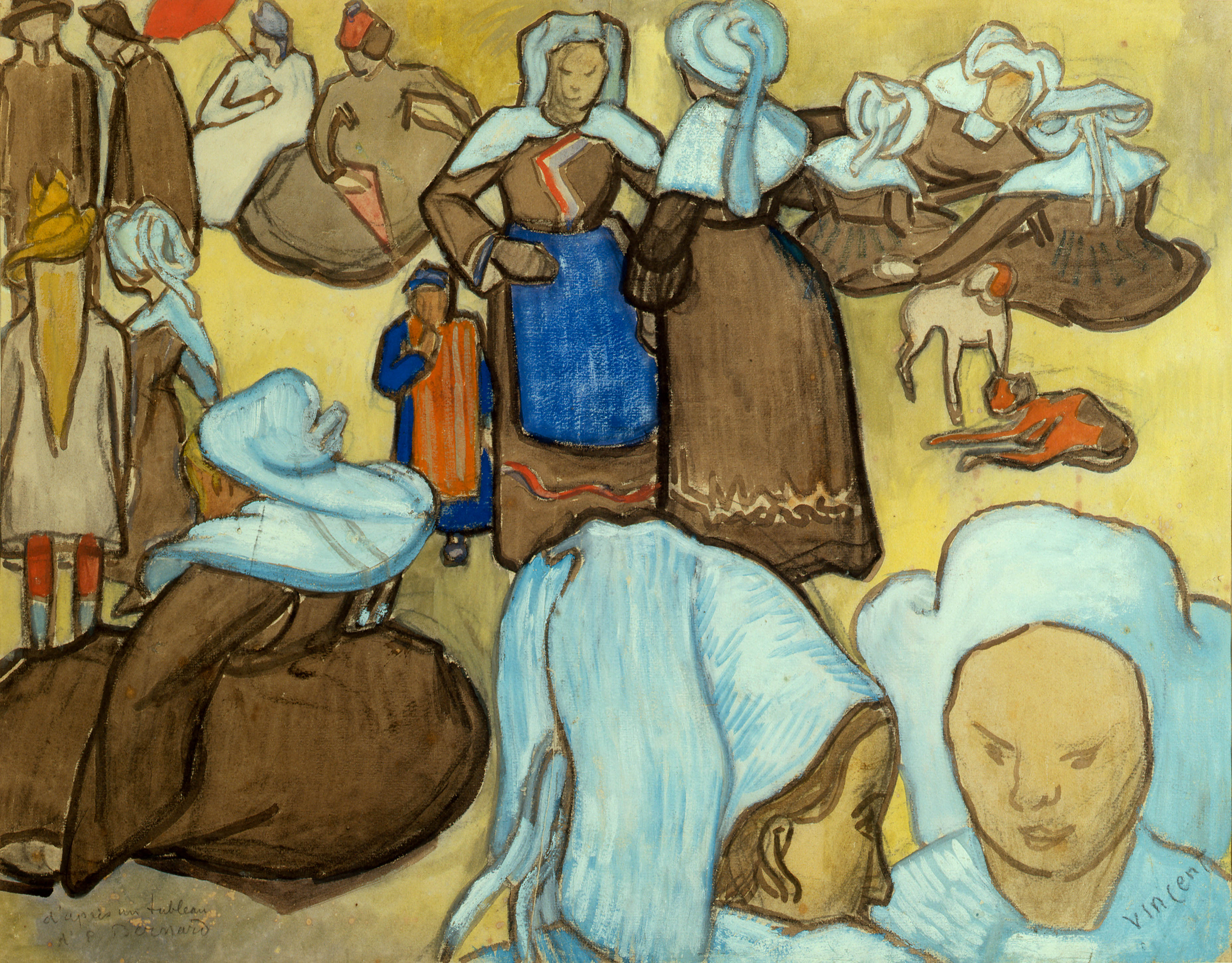
梵高, Breton Women and Children, November 1888 (watercolor after Bernard).
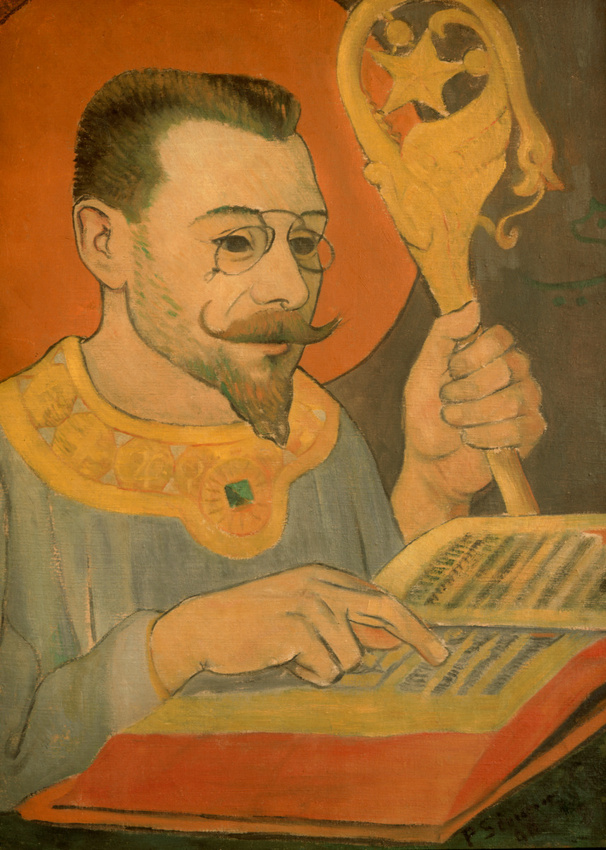
Portrait of Paul Ranson 1890巴黎 奧賽博物館
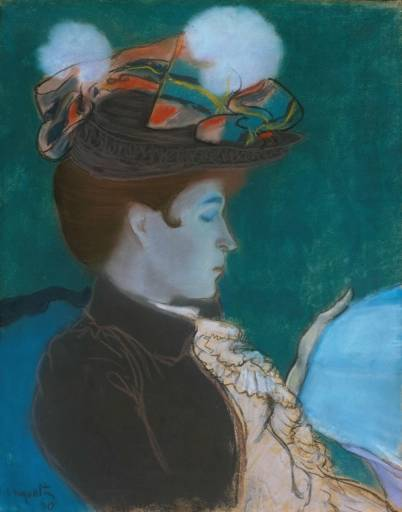
路易·安昆廷, Reading Woman, 1890